# Erioptera cladophora
Erioptera cladophora är en tvåvingeart som beskrevs av Alexander 1920. Erioptera cladophora ingår i släktet Erioptera och familjen småharkrankar. Inga underarter finns listade i Catalogue of Life.